# Brantigny
Brantigny település Franciaországban, Vosges megyében. Lakosainak száma 200 fő (2022. január 1.). Brantigny Rugney, Ubexy, Charmes és Florémont községekkel határos.

## Népesség
A település népességének változása:
| Lakosok száma | 203  | 208  | 214  | 211  | 214  | 213  | 209  | 204  | 200  |
|               | 2013 | 2015 | 2016 | 2017 | 2018 | 2019 | 2020 | 2021 | 2022 |